# Homefront: The Revolution
Homefront: The Revolution — шутер від першої особи від компанії Dambuster Studios, розроблений на гральному рушії CryEngine 4-го покоління та є сиквелом до Homefront. Як і в минулій частині серії, за сюжетом, американський опір протистоїть Великій Корейській Республіці.
Реліз відбувся 2016 року на Microsoft Windows, Xbox One та PlayStation 4.

## Ігровий процес
Homefront: The Revolution — це шутер від першої особи, дія якого розгортається у відкритому світі з багатьма районами для дослідження. Гравець може шукати припаси для модифікації зброї та спорядження. Вся зброя Корейської народної армії (КНА) заблокована відбитками пальців, і тому вона має значну перевагу над повстанцями. Існують побічні місії, де гравця відкликають для виконання завдань, як-от вбивство високопоставленого генерала КНА або викрадення безпілотника КНА. Ще однією новою функцією є розширена можливість модифікувати зброю, наприклад, додати переднє руків'я або приціл посеред перестрілки чи перетворити гвинтівку на легкий кулемет і навпаки. Філадельфія розділена на три райони. Зелена зона — це заможний район, де в центрі міста найсильніші позиції КНА, а також місце, де загарбники почуваються найкомфортніше: тут є проточна вода, стабільне електропостачання, а їхні укріплення роблять зелені зони одним з найбезпечніших місць у місті.
Другий район — це Жовта зона, яка є територією гетто, де проживає більшість населення. Патрулювання відбувається часто, і повстанцям дуже важко орієнтуватися. Захаращені вулиці міста переповнені патрулями, дронами-сканерами та камерами, що постійно спостерігають за ними. Електроенергія та вода подаються з перебоями, а перенаселення змусило людей жити в наметових містечках, схожих на нетрі. Червона зона — це розбомблена приміська зона Філадельфії, повна руїн і уламків; це також місце, де опір є найсильнішим. Поки присутність КНА все ще значна, гравці будуть стикатися з військами опору, схованками зі зброєю та пастками, розставленими для знищення ворожих патрулів. Ландшафт, однак, безплідний. Сильні обстріли та часті вуличні бої перетворили більшість будівель на руїни, а в повітрі постійно стоїть серпанок цегляного пилу. Це заборонена зона, тож якщо КНА когось там зловить, їх розстріляють на місці і викличуть підкріплення.
На відміну від першої Homefront, яка мала змагальний багатокористувацький режим, Revolution має кооперативний багатокористувацький режим для чотирьох гравців. Цей режим, відомий як режим «опір», відокремлений від основної кампанії і має власних персонажів, прогрес, класи та перки.

## Розробка
Спочатку видавати Homefront: The Revolution, також як і першу частину Homefront, повинна була компанія THQ, проте вона збанкрутувала і Crytek за $500 000 викупила права на видання.
Компанія Deep Silver офіційно повідомила про те, що вона викупила права на шутер від першої особи Homefront: The Revolution у компанії Crytek, яка відчувала серйозні фінансові труднощі.